# Limburger Staurothek

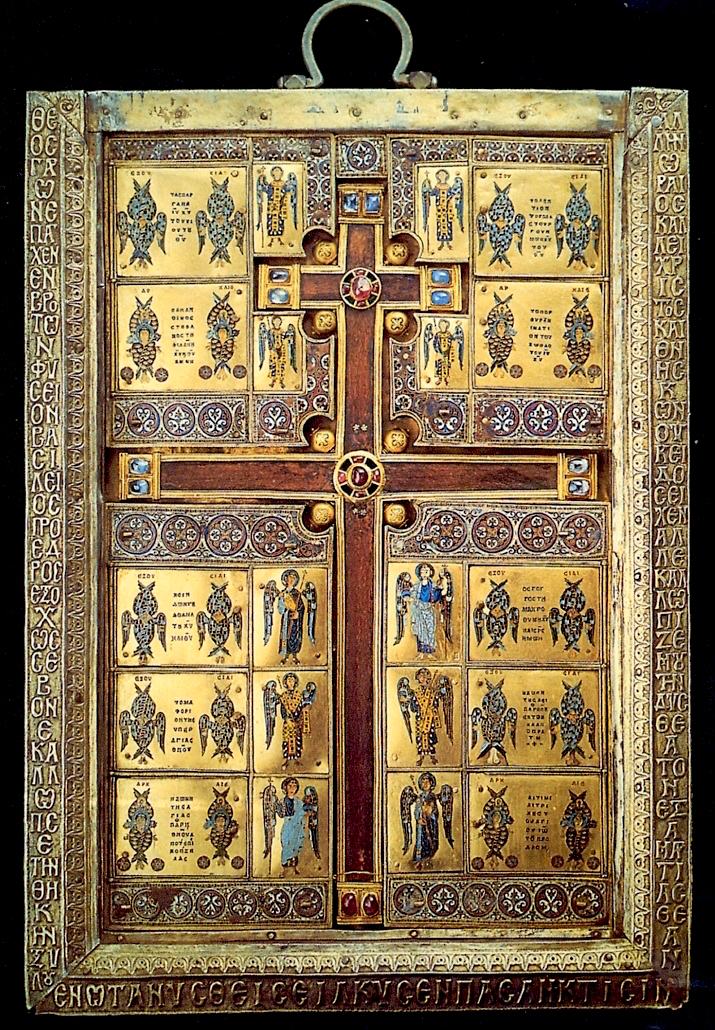
Limburger Staurothek, geöffneter Zustand

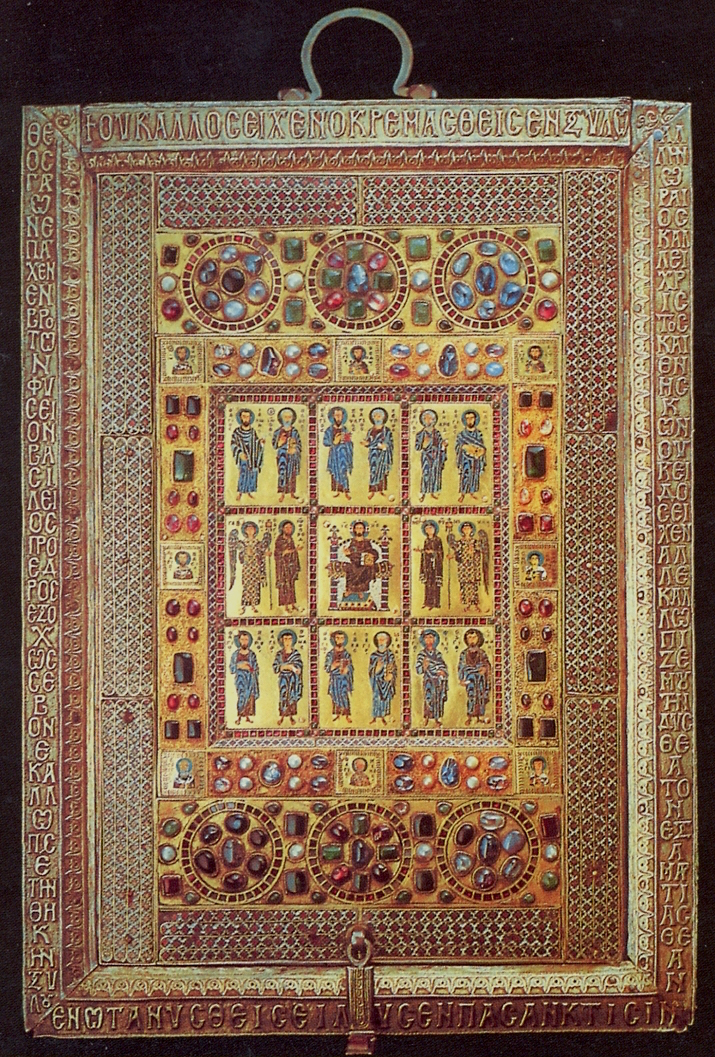
Limburger Staurothek, geschlossener Zustand

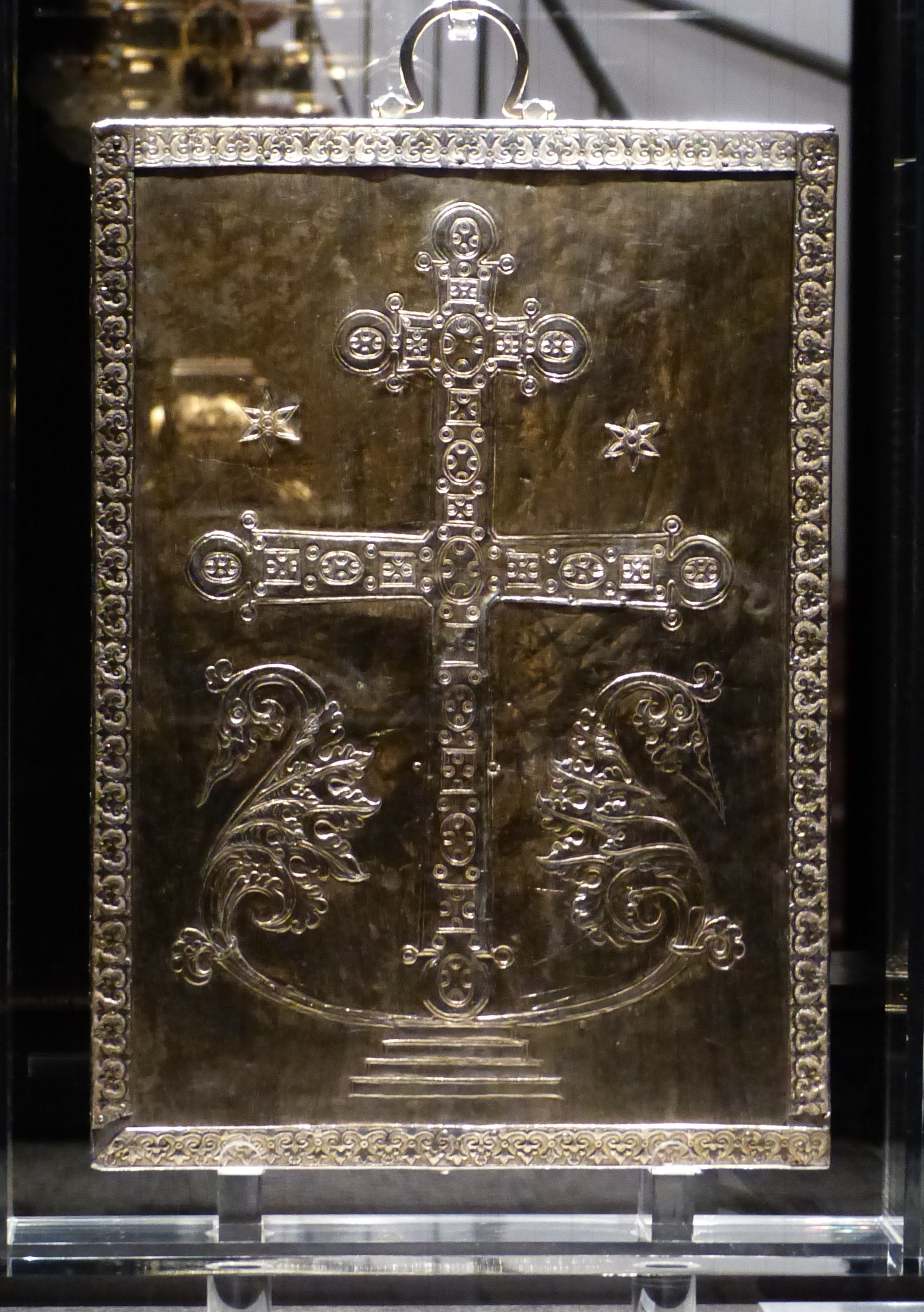
Rückseite der Lade

Die Limburger Staurothek ist ein um das Jahr 964 in Byzanz entstandenes kaiserliches Kreuzreliquiar, das sich ursprünglich neben anderen zentralen christlichen Reliquien der Passion Christi in der kaiserlichen Pharos-Palastkapelle im Großen Palast Konstantinopels befand. Sie ist ein herausragendes Beispiel byzantinischer kaiserlicher Schatzkunst. Eine Staurothek (von altgriechisch σταυρός staurós „Kreuz“ und θήκη théke „Behälter, Kiste“) ist ein Behälter, in dem Teile vom Kreuz Christi aufbewahrt werden.

## Geschichte
Die Limburger Staurothek wurde um das Jahr 964 vom Parakoimomenos Basileios Lakapenos gestiftet. Die Staurothek bildete eine der zentralen Reliquien der Passion Christi in der wichtigsten der 30 Palastkapellen im Großen Palast Konstantinopels, der Pharos-Palastkapelle. Während des Vierten Kreuzzugs brachte der Ritter Heinrich von Ulmen (1175–1236) unter vielen anderen Stücken auch die Staurothek nach Deutschland. Als seine Stiftung kam das Reliquiar 1208 in das Augustinerinnenkloster Stuben bei Bremm an der Mosel, wo es von seiner Schwester, der Äbtissin Irmgard von Ulmen, verwahrt wurde. Nach der Auflösung des Klosters im Jahr 1802 wurde es auf die Festung Ehrenbreitstein in Koblenz gebracht, von wo es in Besitz des Fürsten von Nassau-Weilburg gelangte. Als Säkularisationsgut überreichte Herzog Wilhelm I. von Nassau 1835 das Reliquiar dem acht Jahre zuvor gegründeten Bistum Limburg. Das Reliquiar wird heute im Diözesanmuseum Limburg ausgestellt.

## Beschreibung
Die Staurothek besteht aus mit feuervergoldetem Silberblech überzogenem Sykomorenholz. Dekoriert ist sie mit Zellenschmelzemail, Perlen, Smaragden, Saphiren, Almandinen sowie geschliffenen Schmucksteinen. Ihre Maße betragen 48 cm Länge, 35 cm Breite, 6 cm Höhe, ihr Gewicht ist ca. 11 kg.
Die Staurothek besteht aus zwei Teilen, einem Schiebedeckel und der Lade mit den Kreuzreliquien. Der Schiebedeckel sicherte beim Transport den Kasteninhalt und war die dauerhafte Schauseite des Reliquienkastens. Nur zu besonderen Anlässen wurde der Schiebedeckel entfernt und der Blick auf die innere Reliquiensammlung zur Verehrung freigegeben.
Auf der Mitte des Deckels ist eine große Deesis dargestellt: Maria, begleitet vom Erzengel Michael, und Johannes der Täufer, begleitet vom Erzengel Gabriel, stehen rechts und links zur Seite des thronenden Christus. Die Engel tragen die byzantinische Hoftracht, während Christus, Maria und Johannes in Purpur, der Farbe des Kaisers, gekleidet sind. Das zentrale Bild wird von Ornamentleisten gerahmt, denen Medaillons von Heiligen eingefügt sind. Die Rückseite des Deckels zeigt ein auf einem Sockel stehendes Kreuz aus getriebenem Silber mit Feuervergoldung und Edelsteinen. Aus dem Fuß des Kreuzes wächst eine Akanthusranke, Symbol für das Kreuz als Lebensbaum.
In der Innenseite sind die Kreuzpartikel in ein doppelbalkiges Patriarchenkreuz eingelegt. Es ist von zehn Feldern mit der Darstellung von Seraphim und Cherubim umgeben, die jeweils kleine Behälter mit Marien- und Christusreliquien abdecken. Im Uhrzeigersinn sind die Felder – in deutscher Übersetzung – folgendermaßen beschriftet:
- Der Purpurmantel des Lebensspenders Jesus Christus
- Das Leinentuch unseres Schöpfers und Gottes Jesus Christus
- Der Schwamm des langmütigen Christus, unseres Erretters
- Der Gürtel der stets jungfräulichen Gottesgebärerin aus der Chalkoprati-Kirche
- Die ehrwürdigen Haare des heiligen Johannes des Vorläufers
- Der Gürtel der hochheiligen Jungfrau und Gebärerin vom Bischof von Zela
- Der Schleier der hochheiligen Gottesgebärerin
- Das Grabtuch des unsterblichen Gottes und Christus
- Die Windeln Jesu Christi, des Gottessohnes
- Die Dornenkrone des menschenliebenden Christus, unseres Gottes

Die Inschrift auf der Rückseite des Kreuzreliquiars, die die todesüberwindende und siegbringende Kraft des Kreuzes preist, lautet in deutscher Übertragung:

„Gott streckte am Holze des Lebens die Hände aus und verströmte Kräfte aus sich und durch es. Die Herrscher Konstantin und Romanos weisen durch den Schmuck aus glänzenden Steinen und Perlen auf dessen wunderbar wirkende Kraft hin. Denn einst zerbrach Christus mit diesem die Pforten der Unterwelt und führte die Toten vom Tode zum Leben. Mit ihm nun zerschmettern die, die es zierten, den Übermut frecher Barbaren und tragen den Kranz im Haar.“